# آنا إيشيباشي
آنا إيشيباشي (باليابانية: 石橋杏奈) (و. 1992 – م) هي ممثلة، وعارضة أزياء، وعارضة، من اليابان، ولدت في فوكوكا.

## وصلات خارجية
- آنا إيشيباشي على موقع IMDb (الإنجليزية)
- آنا إيشيباشي على موقع ألو سيني (الفرنسية)
- آنا إيشيباشي على موقع أول موفي (الإنجليزية)
- آنا إيشيباشي على موقع قاعدة بيانات الفيلم (الإنجليزية)
- آنا إيشيباشي على موقع كينوبويسك (الروسية)